# Сонячне затемнення 25 жовтня 2022 року

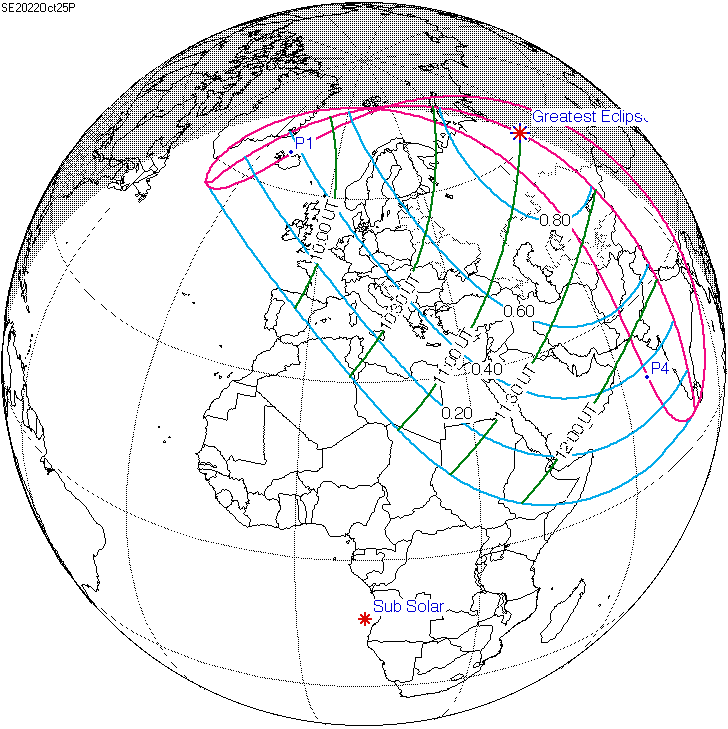
Мапа сонячного затемнення 25 жовтня 2022 року

Сонячне затемнення 25 жовтня 2022 року — часткове сонячне затемнення 124 саросу, яке буде видно в Європі, на Близькому Сході, в Центральній Азії і Західному Сибіру, а також на північному сході Африки.
Затемнення почнеться на території Ісландії, а завершиться в районі Аравійського моря. Найбільша фаза часткового затемнення буде зареєстрована в Росії у Ханти-Мансійському автономному окрузі — Югра, найближче велике місто до місця спостереження — Нижньовартовськ. Затемнення буде видно у 89 країнах і залежних територіях.
Це затемнення є повторенням через сарос часткового сонячного затемнення 14 жовтня 2004 року. Наступне затемнення даного саросу відбудеться 4 листопада 2040 року.

## Затемнення в містах світу
Обставини затемнення для деяких великих міст Європи:
| Місто     | Перший дотик (UTC) | Максимальна фаза (UTC) | Розмір максимальної фази | Останній дотик (UTC) |
| --------- | ------------------ | ---------------------- | ------------------------ | -------------------- |
| Афіни     | 09:36:16           | 10:43:47               | 0,3775                   | 11:50:56             |
| Белград   | 09:22:14           | 10:29:47               | 0,4244                   | 11:37:50             |
| Берлін    | 09:09:42           | 10:13:46               | 0,4367                   | 11:19:12             |
| Будапешт  | 09:17:45           | 10:24:55               | 0,4410                   | 11:32:52             |
| Бухарест  | 09:26:20           | 10:38:15               | 0,4944                   | 11:49:42             |
| Брюссель  | 09:09:26           | 10:04:13               | 0,3015                   | 11:00:44             |
| Варшава   | 09:13:51           | 10:23:03               | 0,5216                   | 11:32:50             |
| Відень    | 09:15:36           | 10:20:42               | 0,4153                   | 11:26:54             |
| Київ      | 09:22:46           | 10:36:48               | 0,6081                   | 11:49:54             |
| Лондон    | 09:08:35           | 09:59:05               | 0,2590                   | 10:51:18             |
| Мінськ    | 09:17:12           | 10:29:23               | 0,6071                   | 11:41:18             |
| Париж     | 09:12:35           | 10:02:47               | 0,2415                   | 10:54:36             |
| Прага     | 09:12:35           | 10:16:41               | 0,4160                   | 11:22:05             |
| Рига      | 09:12:41           | 10:22:52               | 0,5992                   | 11:33:18             |
| Рим       | 09:25:27           | 10:21:36               | 0,2650                   | 11:18:56             |
| Софія     | 09:27:10           | 10:36:30               | 0,4355                   | 11:45:48             |
| Стамбул   | 09:33:50           | 10:47:07               | 0,4918                   | 11:59:07             |
| Стокгольм | 09:07:55           | 10:15:11               | 0,5639                   | 11:23:18             |
| Харків    | 09:28:43           | 10:44:35               | 0,6606                   | 11:58:28             |
| Гельсінкі | 09:11:47           | 10:21:27               | 0,6314                   | 11:31:17             |

* — для цих міст захід Сонця відбудеться раніше теоретичного закінчення затемнення

## Зображення

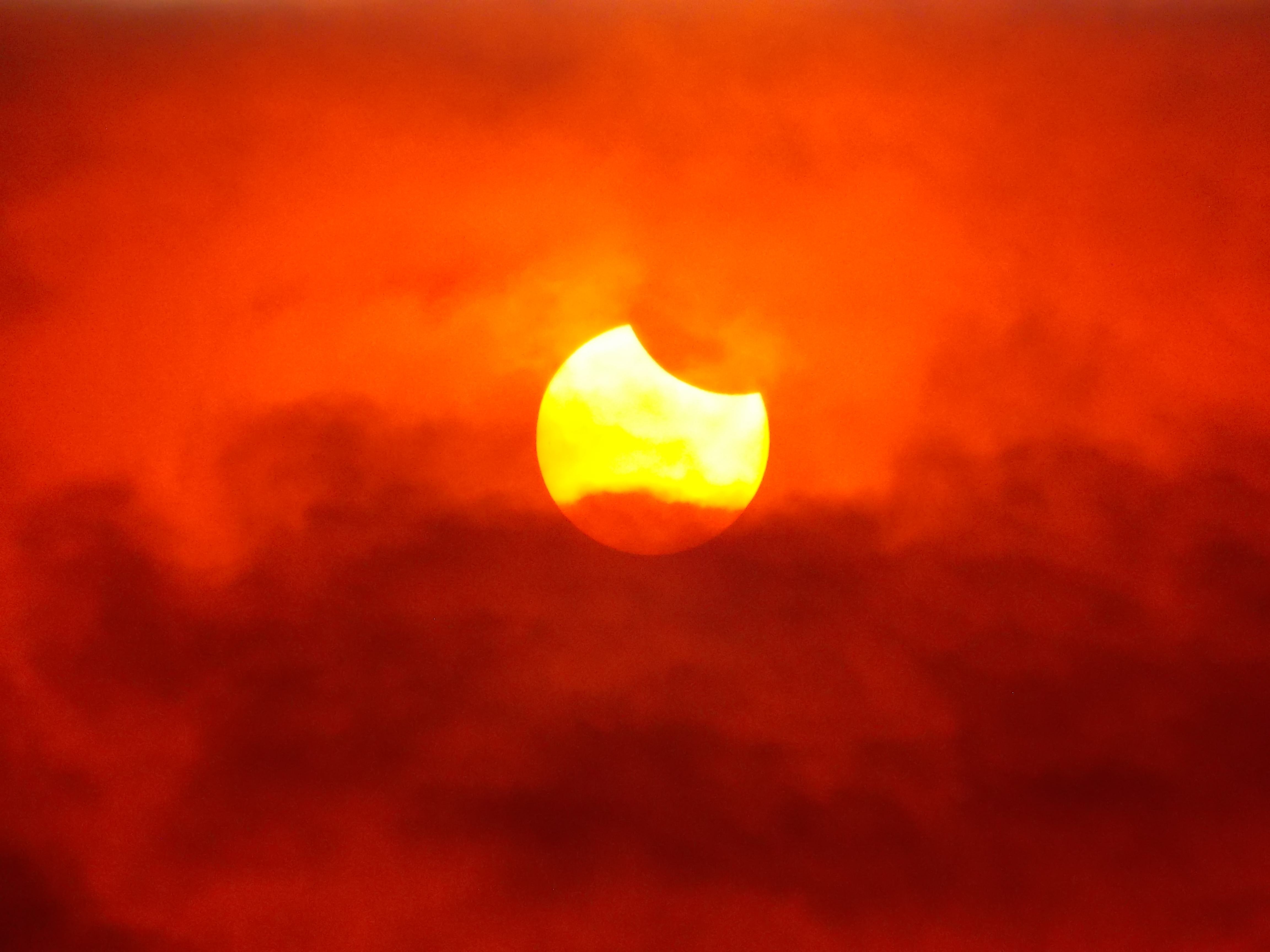
Сонячне затемнення у Полтаві 09:48 UTC.
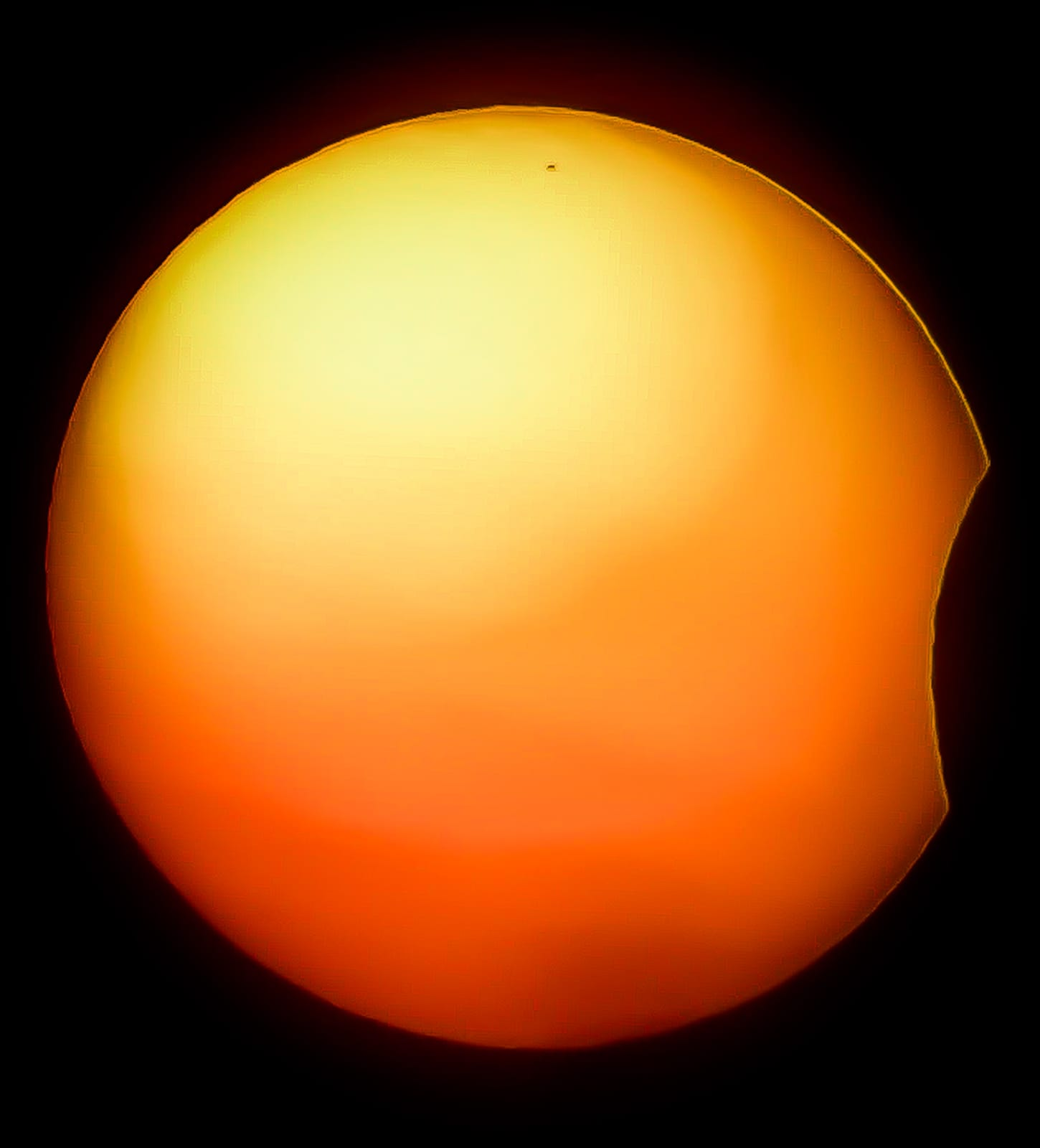
Часткове сонячне затемнення з Кумбаконаму, Індія.
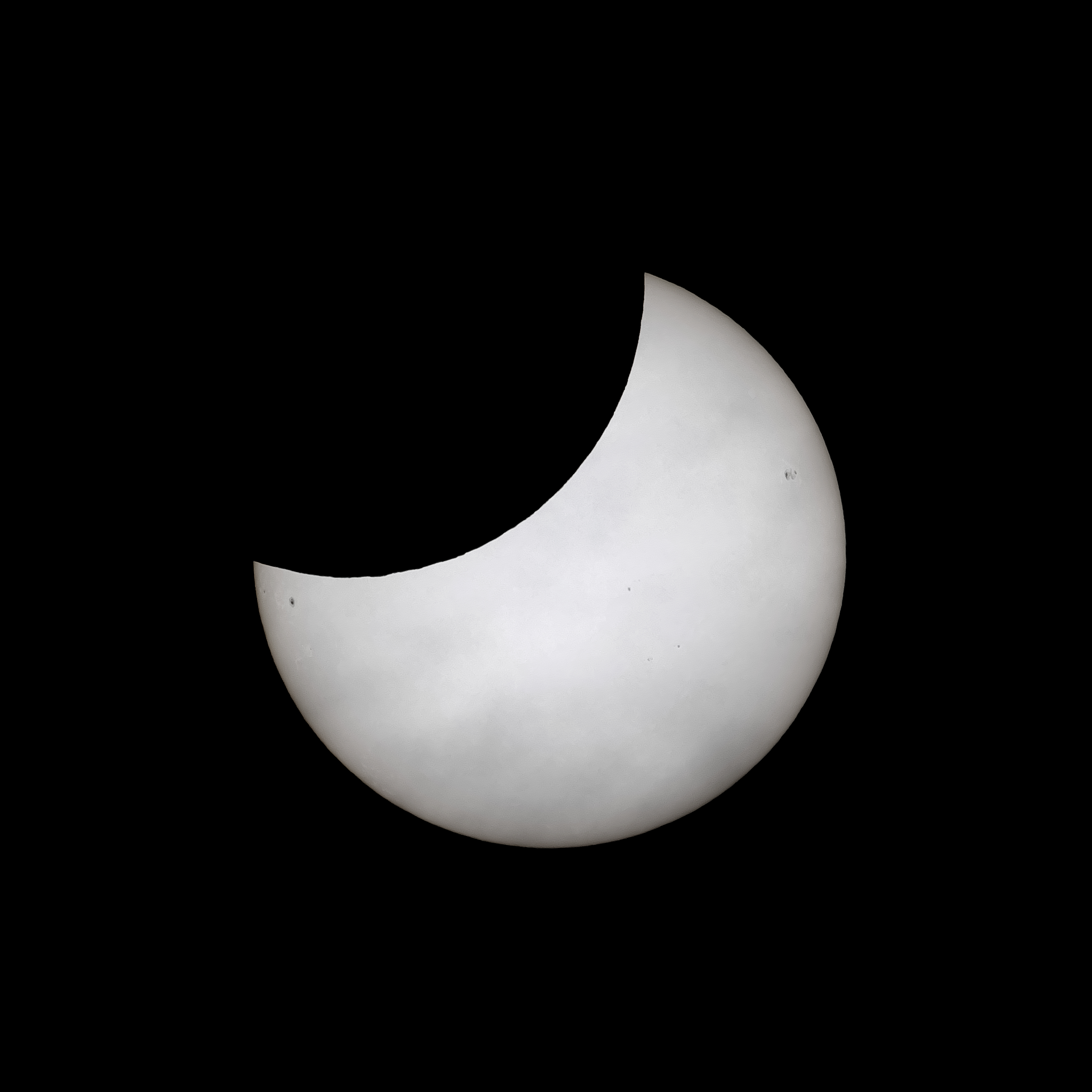
Берлін, майже максимум, 10:13 UTC.
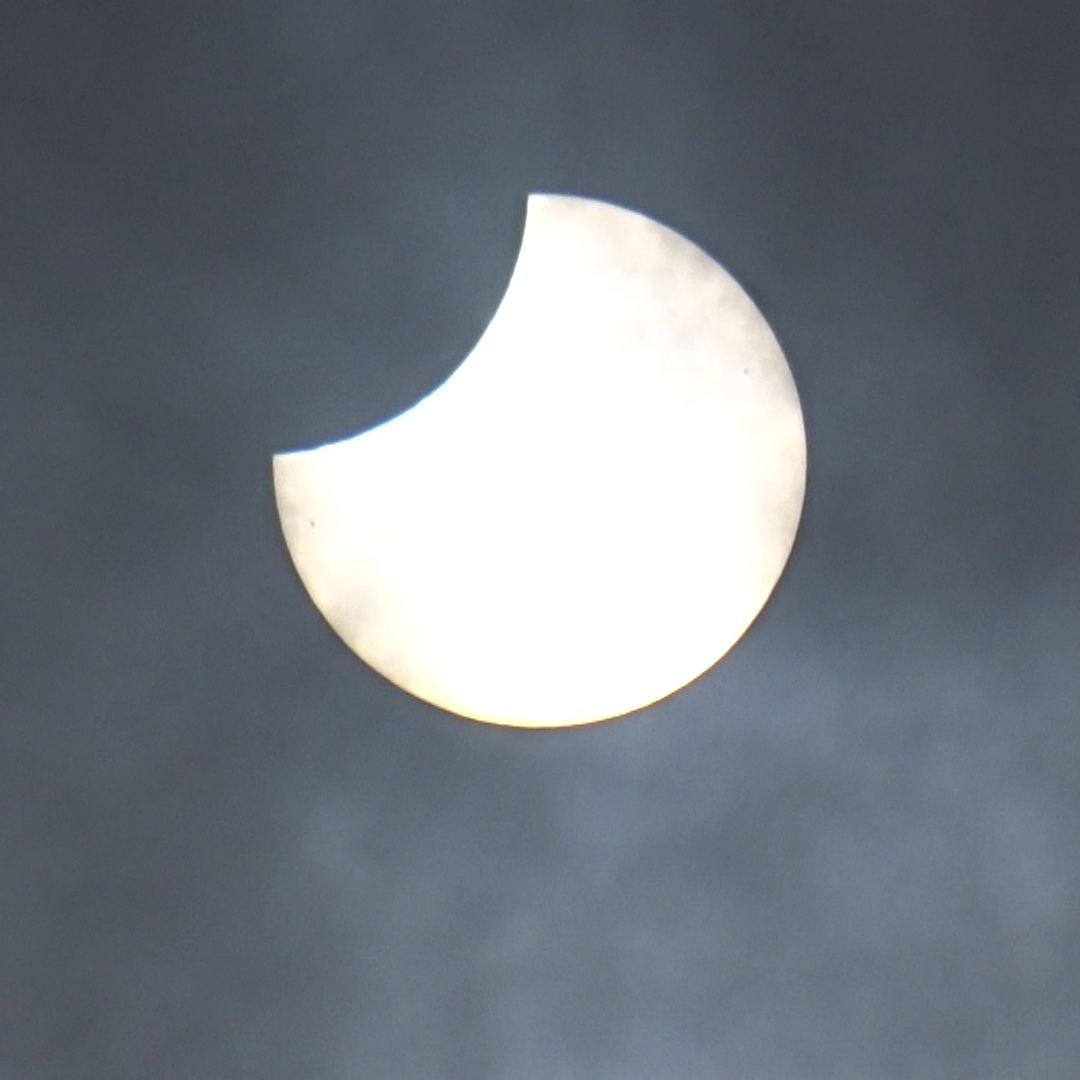
Часткове сонячне затемнення у Новате-Міланезе Італія, 10:08 UTC.
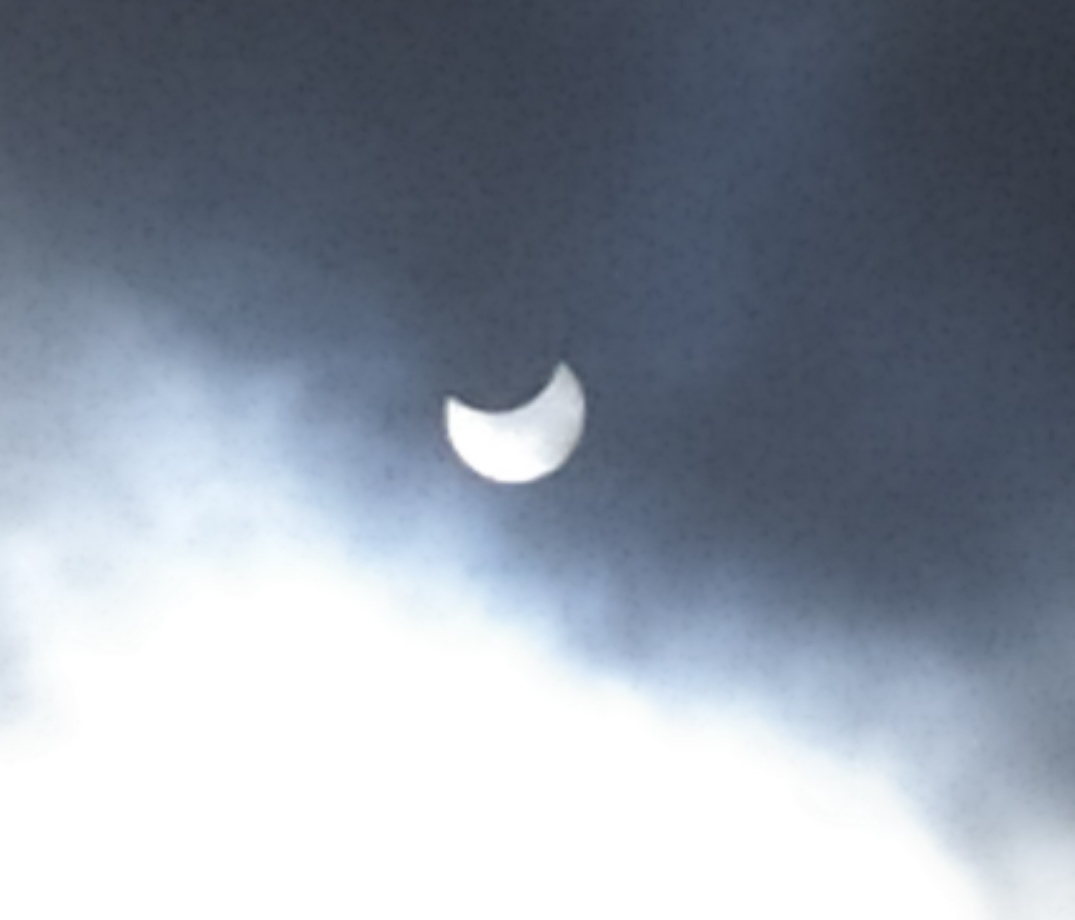
Лутковка, Польща, 10:11 UTC.
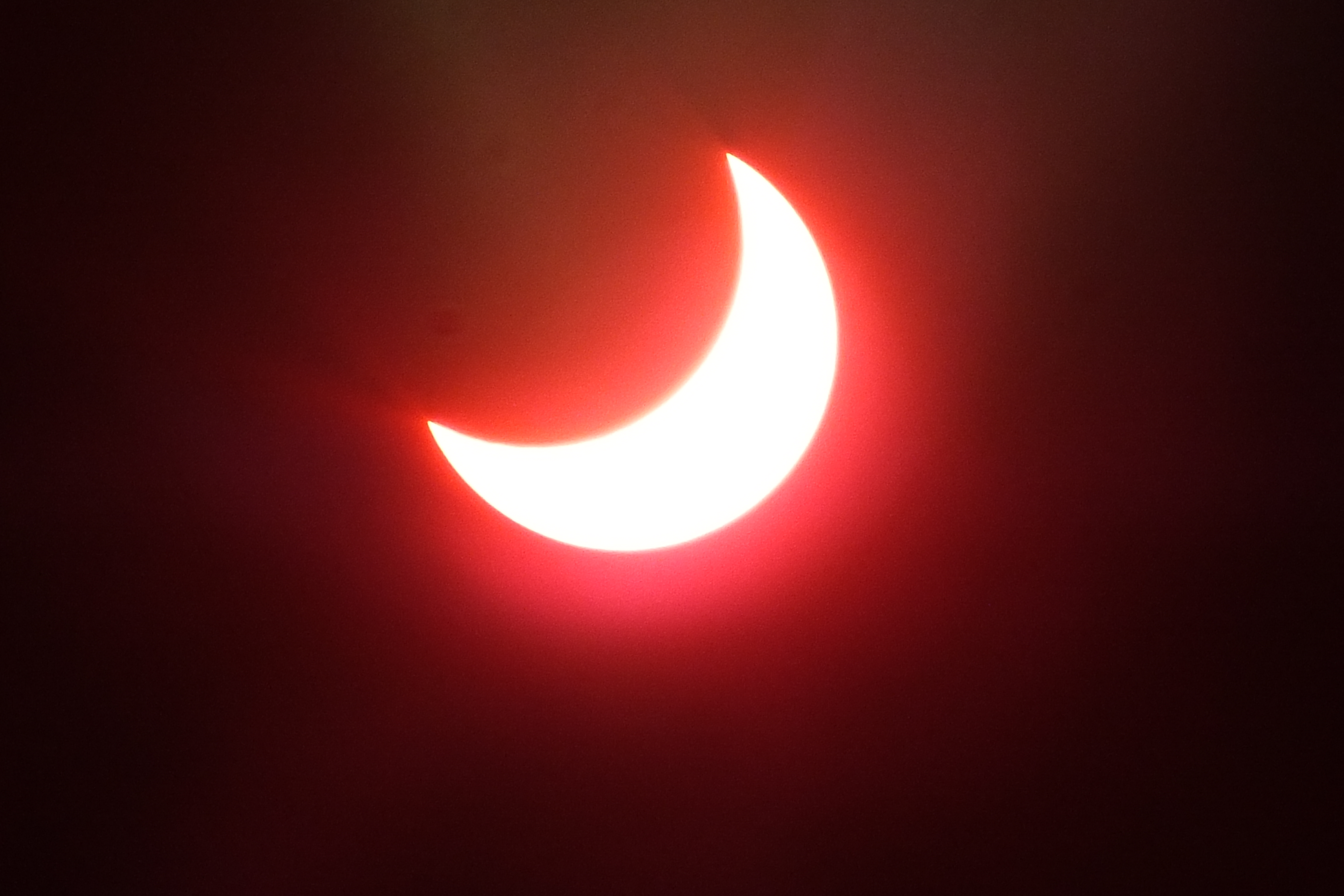
Москва, Росія, 10:47 UTC.
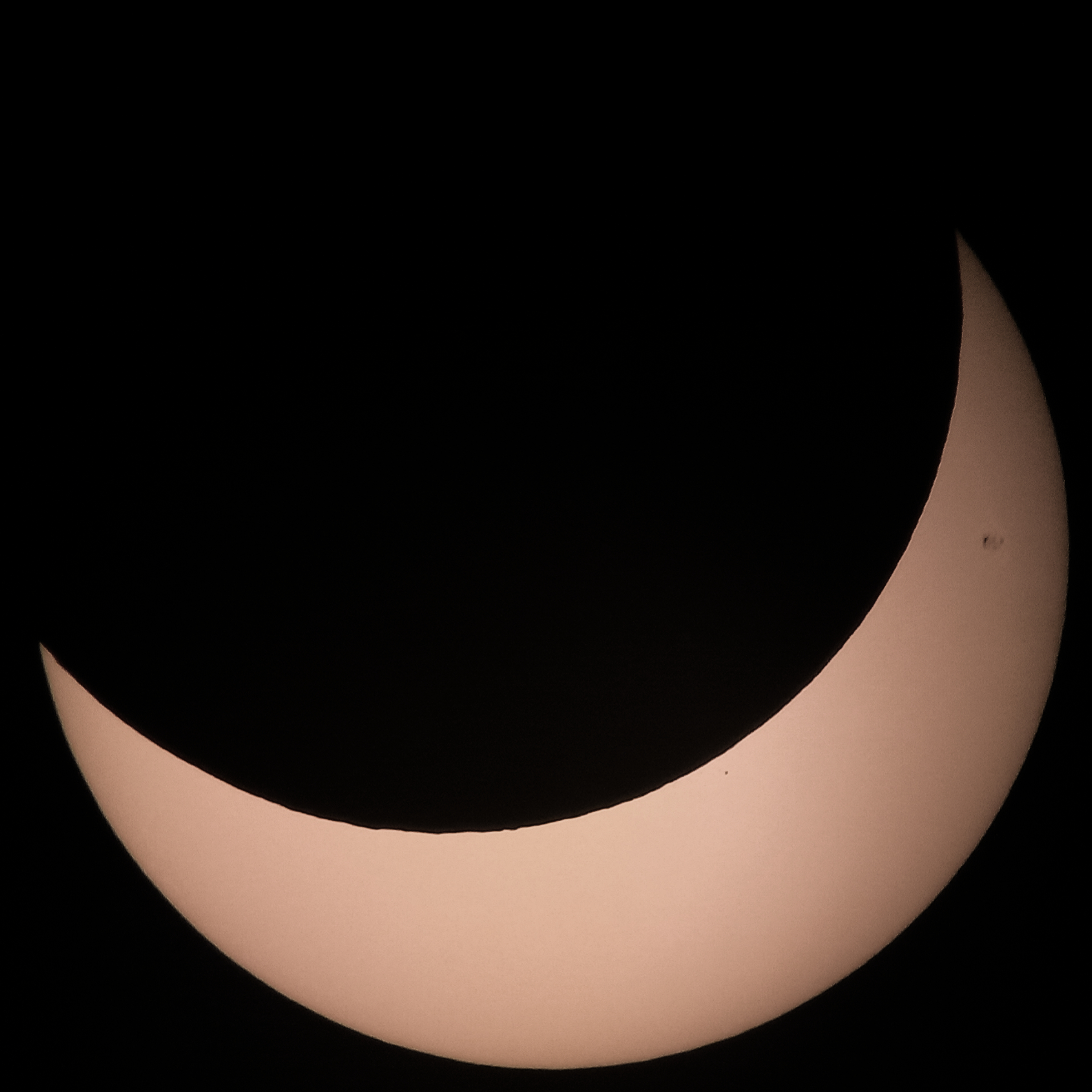
Саратов, Росія, 10:54 UTC.
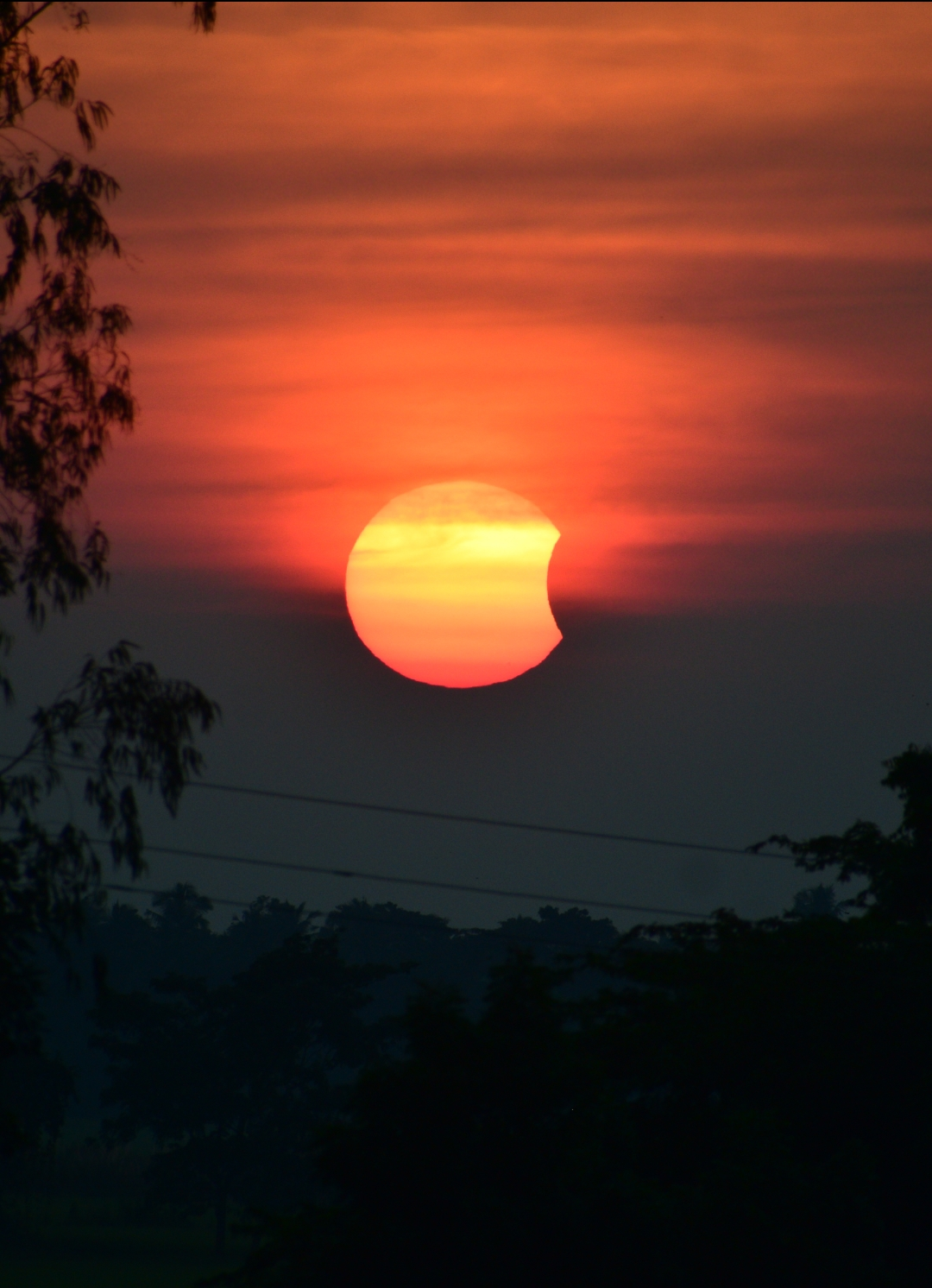
Сонячне затемнення у Бхубанешварі Індія, 12:11 UTC.
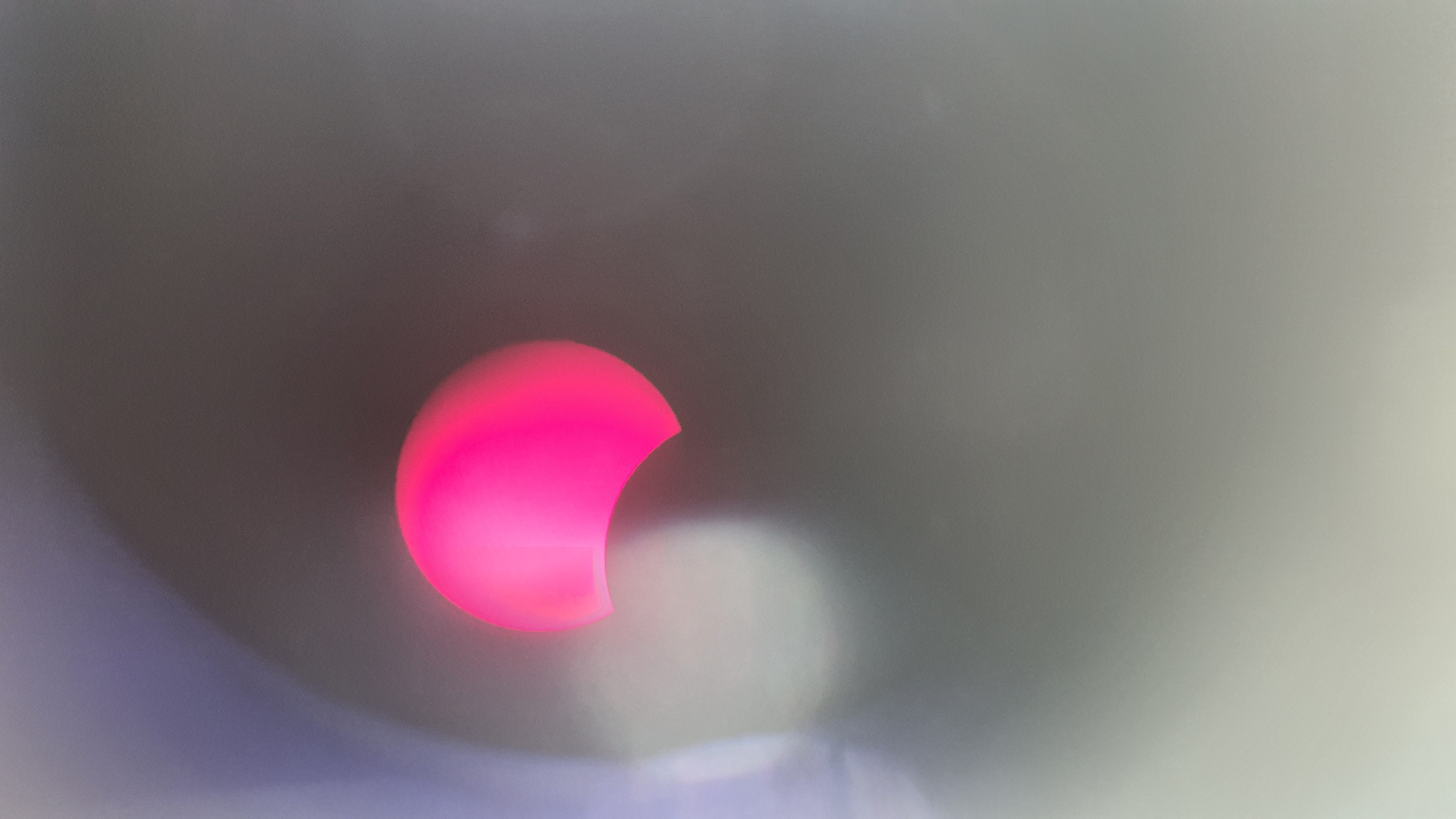
Затемнення Сонця у Мілтон-Кейнс, Велика Британія, 11:02 через телескоп Hydrogen Alpha.
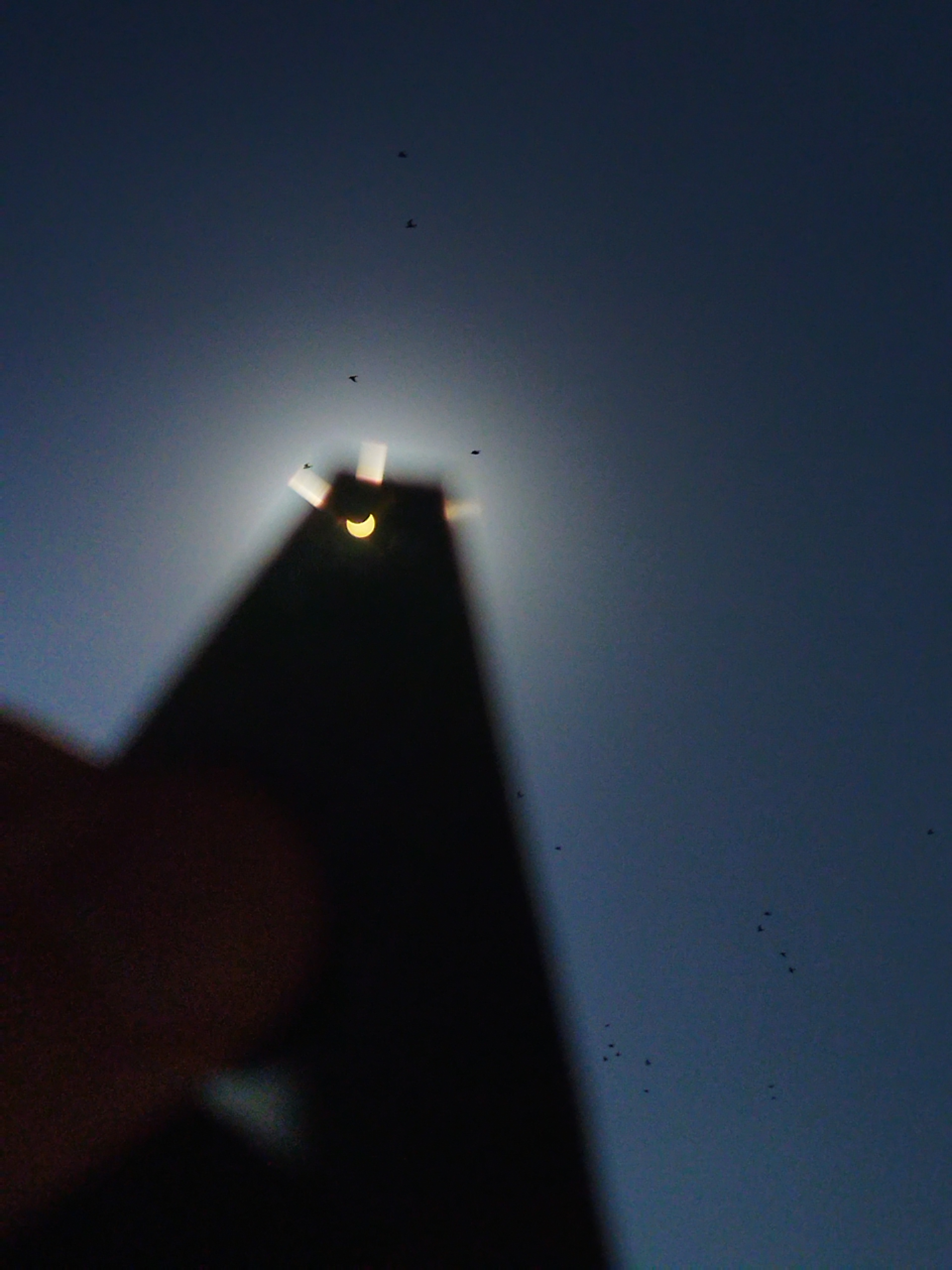
Анкара, Туреччина, 10:43 UTC.
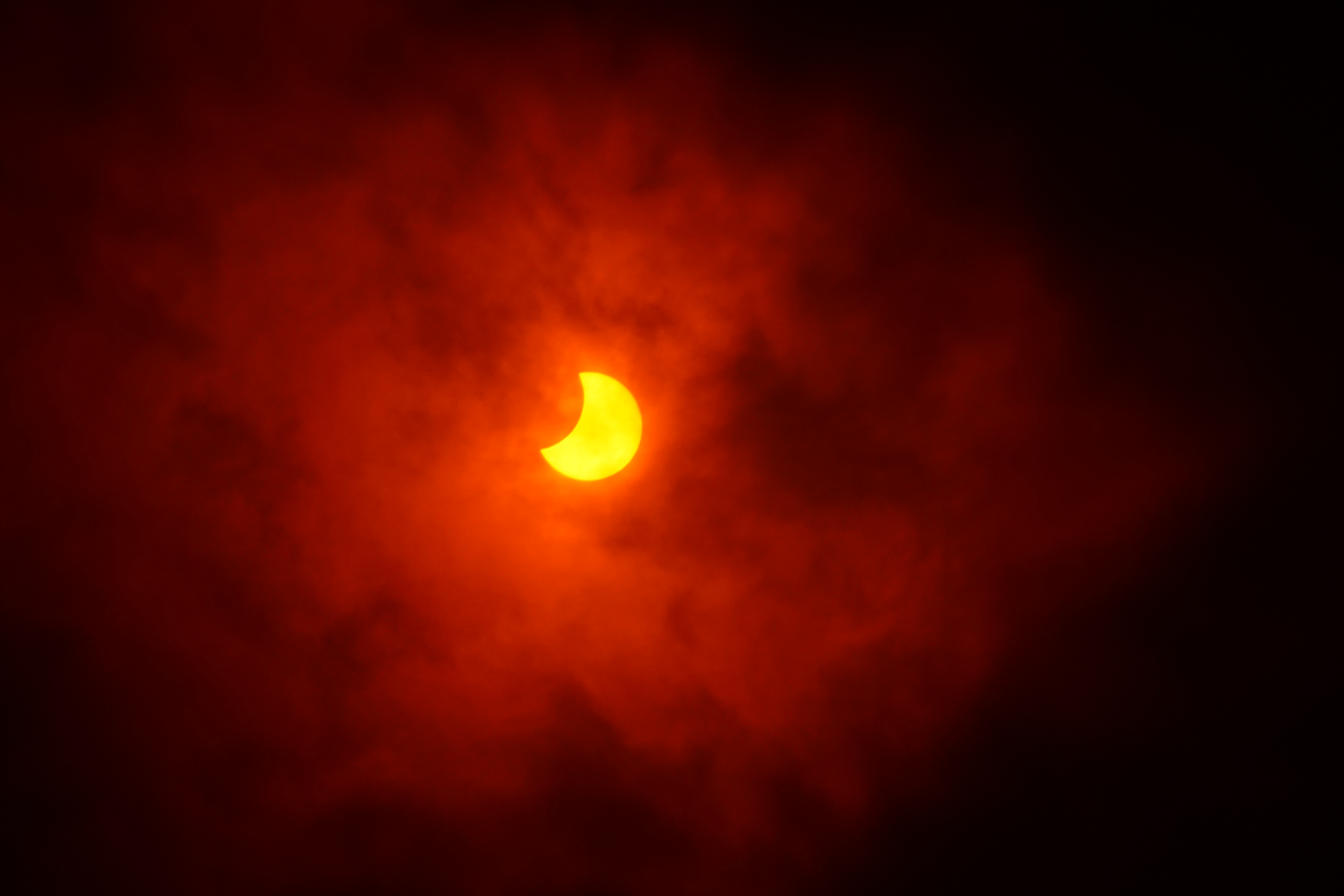
Сонячне затемнення 25 жовтня 2022 року Жиліна, Словаччина.
- Кір'ят-Ата, Ізраїль, 14:11 UTC.
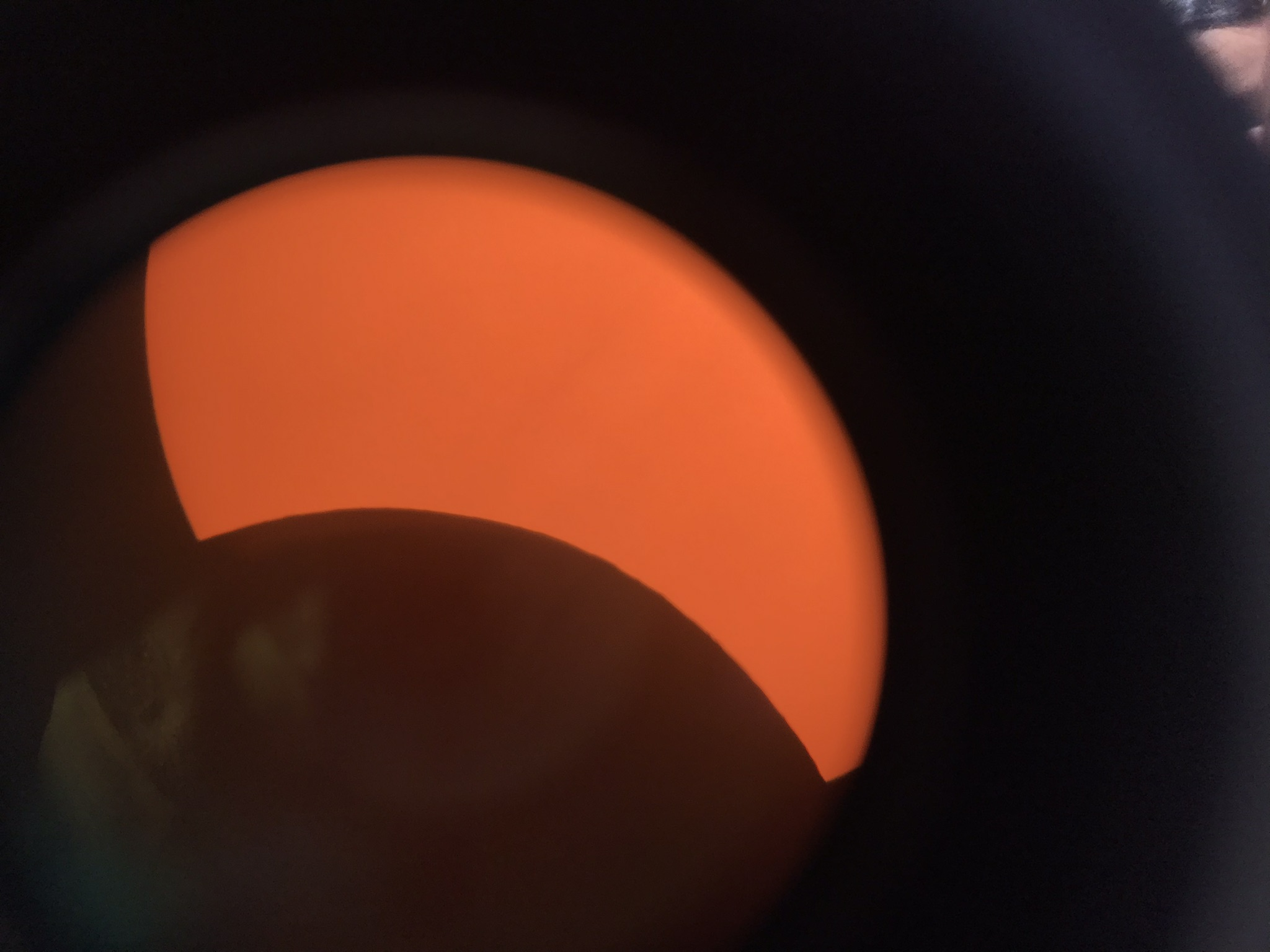
Стамбул, UTC 10:02